# کوین مک‌ناب
کوین مک‌ناب (انگلیسی: Kevin McNab؛ زادهٔ ۲۱ فوریهٔ ۱۹۷۸) سوارکار اهل استرالیا است.
وی در مسابقات کشوری و بین‌المللی در مجموع برندهٔ ۱ مدال نقره شده‌است.